# Brusturiv, Cosău
Brusturiv (în ucraineană Брустурів) este o comună în raionul Cosău, regiunea Ivano-Frankivsk, Ucraina, formată numai din satul de reședință.

## Demografie
Componența lingvistică a comunei Brusturiv
     Ucraineană (99,86%)
     Alte limbi (0,14%)
Conform recensământului din 2001, majoritatea populației comunei Brusturiv era vorbitoare de ucraineană (99,86%), existând în minoritate și vorbitori de alte limbi.